# Филократов мир
Филократов мир — мирный договор, заключённый в 346 году до н. э. между македонским царём Филиппом II и Афинами. Назван по имени Филократа — главы афинского посольства, секретаря народного собрания Афин.
В 347 году до н. э. афинское посольство, включавшее в себя Демосфена, Эсхина и Филократа, взявших на себя инициативу по заключению этого мирного договора, было направлено из Афин в Пеллу (Македония). Условия Филиппа II были таковы, что каждая сторона оставляет за собой право управлять территориями, которые находились в их владении на момент заключения договора за исключением городов Фосиса и Алоса. В их отношении Филипп мог делать всё что он захочет, без учёта мнения афинян. Заключение мира состоялось в ходе Третьей Священной войны (355—346 до н. э.) и предопределило её результат — поражение Фокиды.
По условиям Филократова мира Афины лишились всех своих владений во Фракии (кроме Херсонеса Фракийского), признали завоевания Филиппа II на полуострове Халкидики и вступили в союз с Македонией.
В 340 году до н. э. мирный договор был расторгнут и Афины вновь оказались в состоянии войны с Македонией.

## Оценки
Главным выгодополучателем Филократова мира был Филипп II, так как подтверждал его предшествующие территориальные завоевания и развязывал руки для дальнейшей экспансии в Грецию. Современники считали договор невыгодным для Афин и всей Греции. На этом фоне стали распространяться слухи о том, что послы были подкуплены македонянами.